# 中村俊清
中村 俊清（なかむら としきよ、1866年6月18日（慶応2年5月6日） - 没年不詳）は、日本の政治家。初代室蘭市長。

## 経歴
近江国滋賀郡堅田（のち滋賀県滋賀郡堅田村→堅田町、現・大津市）出身。山梨県警部から北海道庁に転じ、室蘭、釧路の各警察署長となる。その後、警視となるが、1906年に官職を辞任。室蘭に移る。1910年室蘭支庁選出の道会議員となる。1915年室蘭町長に当選。1918年区制施行により、室蘭区長となる。1922年市制施行により、市長臨時代理者を経て、初代室蘭市長となる。市長は1929年まで務め、病気のため退任した。
市長在職中はワシントン海軍軍縮条約により、造船の発注の減少や製鋼所の事業縮小、製鉄所の減産など市況の低迷により、失業者が続出した。中村は市長として失業者の救済や社会事業などを実施、市内には公設市場、職業紹介所、公益質屋などが開設された。また教育面にも力を入れ、北海道庁立室蘭中学校、同室蘭商業学校、区立実科女学校の開校に奔走した。